# اندرو کوین واکر
اندرو کوین واکر (انگلیسی: Andrew Kevin Walker؛زاده ۱۴ اوت ۱۹۶۴) فیلم‌نامه‌نویسی آمریکایی است که یکبار نامزد دریافت جایزه بفتای امریکا شد. وی با فیلم‌نامه‌نویسی فیلم سینمایی هفت (۱۹۹۵) به شهرت رسید. فیلم‌نامه‌ای که نامزدی دریافت جایزه بهترین فیلم‌نامه اصلی بفتا را برای وی به ارمغان آورد. او در کارنامه کاری خود، نگارش فیلم‌نامه چندین فیلم دیگر نظیر 8 میلی‌متری (۱۹۹۹)، اسلیپی هالو (۱۹۹۹) و همکاری در فیلم‌نامه‌های بسیاری را داراست.

## زندگی
واکر در شهر آلتونا، ایالت پنسیلوانیا، متولد شد و در دوران کودکی به شهر مکانیکسبرگ، ایالت پنسیلوانیا نقل مکان کرد و در آنجا رشد یافت. وی تا زمان فارغ التحصیلی در سال ۱۹۸۲ در مدرسه متوسطه مکانیکسبرگ تحصیل کرد. سپس برای دنبال کردن یک حرفه در زمینه تولید فیلم، در دانشگاه ایالت پنسیلوانیا ثبت نام کرد. او در سال ۱۹۸۶با مدرک کارشناسی هنر در زمینه فیلم و ویدئو از دانشگاه پنسیلوانیا فارغ التحصیل شد.

## حرفه فیلم
واکر مدت کوتاهی پس از اتمام دوران تحصیل، به شهر نیویورک نقل مکان کرد و در خرده‌فروشی آثار موسیقایی تاور رکوردز شروع به کار نمود. وی در طول این مدت، بر روی چندین پروژه فعالیت کرد اما تا سال ۱۹۹۱ -که نگارش فیلم‌نامه هفت را به پایان رساند- به موفقیت چندانی دست نیافت. او تصمیم گرفت برای فروش فیلم‌نامه خود به لس آنجلس نقل مکان کند. واکر در آنجا، شخصاً با دیوید کوئپ (فیلم‌نامه‌نویس) تماس برقرار کرد؛ شخصی که فیلم‌نامه او را به مدیران اجرایی استودیوی فیلمسازی نیولاین سینما نشان داد و همین استودیو نیز در نهایت حقوق آن را خرید. با این حال، نزدیک به سه سال طول کشید تا کار تولید فیلم هفت آغاز شود. واکر در خلال پیشروی پروژه مربوطه، کارهای دیگری نیز به عنوان فیلم‌نامه‌نویس دریافت کرد؛ نظیر یک همکاری کوتاه در سریال تلویزیونی داستان‌هایی از دخمه‌ها از شبکه تلویزیونی اچ‌بی‌او و همچنین فیلم‌نامه‌نویسی دو فیلم دیگر به نام‌های اسکن مغزی (۱۹۹۴) و مخفی‌گاه (۱۹۹۵) که دومی فیلم‌نامه‌ای اقتباسی از رمانی با همین نام بود.
تولید فیلم سینمایی هفت در میان دو فیلم دیگر او، به رهبری دیوید فینچر به عنوان کارگردان و نقش‌آفرینی مورگان فریمن، براد پیت و کوین اسپیسی آغاز شد. در مقطعی از کار تولید، استودیوی نیولاین سینما چند تغییر را پیشنهاد کرد؛ اتفاقی که بعدها در سراسر حرفه واکر، بارها اتفاق افتاد. از دیدگاه استودیو، فیلم‌نامه بیش از حد تلخ و سیاه می‌نمود. اما با این همه، فینچر و پیت هر دو با هم فیلم‌نامه اصلی واکر را بازگرداندند و سرانجام نیز فیلم‌نامه بدون تغییر پیاده شد. فیلم با تحسین منتقدان، موفقیت هنگفت در گیشه، و فروش جهانی ۳۲۷٬۳۱۱٬۸۵۹ دلار مواجه شد. این موفقیت به واکر این فرصت را داد تا در صنعت سینما، نامی برای خود دست و پا کند.
با این حال او تا چهار سال بعد اعتبار فیلم دیگری را به نام خود کسب نکرد. اما در طول این مدت، با فیلم‌نامه‌نویسان بسیاری در نگارش فیلم‌نامه‌هایشان همکاری کرد که از جمله آن‌ها می‌توان از فیلم‌نامه بازی (که در آن دوباره با دیوید فینچر همکاری کرد) و ایونت هورایزن ساخته پل دبلیو.اس. اندرسون نام برد. سرانجام در سال ۱۹۹۹ فیلم‌نامه ۸ میلی‌متری واکر، روشنایی روز را دید و به گفته خود وی، با مبلغ ۱٫۲۵ میلیون دلار فروخته شد. یک بار دیگر، تولید فیلم با نگرانی‌هایی در مورد اهمیت تلخ و سیاه بودن موضوع آن مواجه شد و استودیوی نیولاین سینما از واکر خواست تا قدری حال و هوای کلی آن را روشن‌تر و امیدبخش‌تر کند. واکر در همکاری با جوئل شوماخر به عنوان کارگردان، احساس کرد که دیگر نیازی به بازنویسی نخواهد بود. اما همین که کار تولید آغاز شد؛ شوماخر جانب استودیو را گرفت و تغییراتی را در فیلم‌نامه ایجاد کرد که در نتیجه باعث عدم مالکیت مجازی واکر، خروج او از گروه تولید، و آگاهی جامعه نسبت به پی‌آمدهای این اقدام در میان آن دو شد. واکر حتی از تماشای فیلم نیز–که هم در نظر منتقدان و هم در گیشه، با شکست روبرو شده بود- اجتناب کرد.
واکر در سال ۱۹۹۹ با همکاری در فیلم‌نامه‌نویسی جنبش پژواک‌ها و باشگاه مشت‌زنی به موفقیت دیگری دست یافت. اقتباس واکر از داستان کوتاه واشنگتن ایروینگ به نام افسانه اسلیپی هالو که در جریان تولید به اسلیپی هالو کوتاه شد؛ توسط تیم برتون کارگردانی شد. برتون، همانطور که فیلم‌نامه اصلی واکر را تحسین می‌کرد؛ اما در عین حال، فیلم‌نامه‌نویس برنده جایزه اسکار، تام استاپارد را نیز برای کاهش خشونت حاکم بر فضای فیلم استخدام کرد. فیلم اسلیپی هالو با بازی جانی دپ، هم در نظر منتقدان و هم در گیشه به موفقیت دست یافت.
واکر از اواسط ۱۹۹۰، چندین فیلم‌نامه دیگر نوشت که یا هرگز چراغ سبز دریافت نکردند یا هنوز در دست تولید هستند نظیر فیلم‌نامه‌ای با نقش آفرینی ابرقهرمانی موسوم به موج سوار نقره‌ای ، نسخه‌ای از مردان ایکس (۲۰۰۰؛ فیلم‌نامه آن در سال ۱۹۹۴ نوشته شد)؛ و یک فیلم که به‌طور آزمایشی بتمن علیه سوپرمن نام گرفت. فیلم دوم وارد مرحله تولید شد اما مدیران شرکت برادران وارنر تصمیم گرفتند که دوباره این ابرقهرمان‌ها را به‌طور جدا از هم وارد میدان کنند و در نتیجه فیلم‌نامه کنار گذاشته شد. پس از اعلان و متعاقب آن موفقیت فیلم‌های بتمن آغاز می‌کند و بازگشت سوپرمن، به نظر می‌رسد فیلم بتمن علیه سوپرمن برای همیشه کنار گذاشته شد. هر چند که ولفگانگ پترسن که برای کارگردانی این پروژه در نظر گرفته شده بود؛ همچنان به اجرای آن ابراز تمایل کرده‌است.

### دیگر پروژه‌ها
واکر فیلم‌نامه دو فیلم کوتاه نیز برای مجموعه فیلم‌های بی‌ام‌دبلیو به نام استخدام با نقش آفرینی کلایو اوون نوشته است که نام آن‌ها کمین به کارگردانی جان فرانکن هایمر و تعقیب به کارگردانی وونگ کار وای است.
اخیراً او با مشارکت دیوید سلف و پاول آتاناسیو کار فیلم‌نامه‌نویسی مرد گرگ‌نما را انجام داده است که بازسازی نسخه کلاسیک یونیورسال استودیوز است. این بازسازی به کارگردانی جو جانستون و بازی بنیسیو دل تورو در نقش اصلی، در سال ۲۰۱۰ منتشر شد.

## حضور در فیلم
واکر به حضور کوتاه در فیلم‌هایی که نویسنده آن‌ها بوده‌است؛ شهرت دارد. او در فیلم اتاق پناهگاه در نقش یک همسایه خواب‌آلود ظاهر شد؛ در فیلم باشگاه مشت‌زنی، سه کارآگاه که به ترتیب دارای نام‌های اندرو، کوین و واکر بودند؛ و در فیلم هفت، او جسدی بود که در اوایل فیلم نشان داده می‌شود. در قسمت مازراتی من ۱۸۵تا می‌ره از سریال دارودسته شبکه اچ‌بی‌او، گفته می‌شود که اندرو کوین واکر فیلم‌نامه یک فیلم با حضور ابرقهرمانی به نام آکوامن را نوشته است.